# Central nuclear de Chapelcross
La Central nuclear de Chapelcross (en escocés: Chapelcross nuclear pouer station; en inglés: Chapelcross nuclear power station)  era una planta de energía nuclear de Magnox situada cerca de Annan en Dumfries y Galloway, en el suroeste de Escocia. Era la estación hermana de la Calder Hall en Cumbria, Inglaterra, ambos comisionadas y originalmente operadas por la Autoridad de Energía Atómica del Reino Unido. El propósito principal de ambas plantas no solo era producir plutonio para armas para el programa de armas nucleares del Reino Unido, sino que también generaban energía eléctrica para la red nacional.